# Johannes Vahlen
Johannes Vahlen (født 28. september 1830 i Bonn, død 30. november 1911) var en tysk filolog. 
Vahlen blev 1856 professor i Breslau, 1858 i Wien og 1874 i Berlin. Af Vahlens skrifter kan mærkes udgaver af de latinske digtere Nævius (1854) og Ennius (2. udgave, 1903), Über die Annalen des Ennius (1886) og nogle skrifter om Aristoteles. Desuden udgav han Laurentii Vallæ opuscula tria (1869). Hans talrige afhandlinger, der vidner om stor skarpsindighed og fin sprogsans, er udgivne i Opuscula academica (2 bind, Leipzig 1907—08) og Gesammelte philologische Schriften (2 bind, Leipzig 1911—23). 